# James Cronin

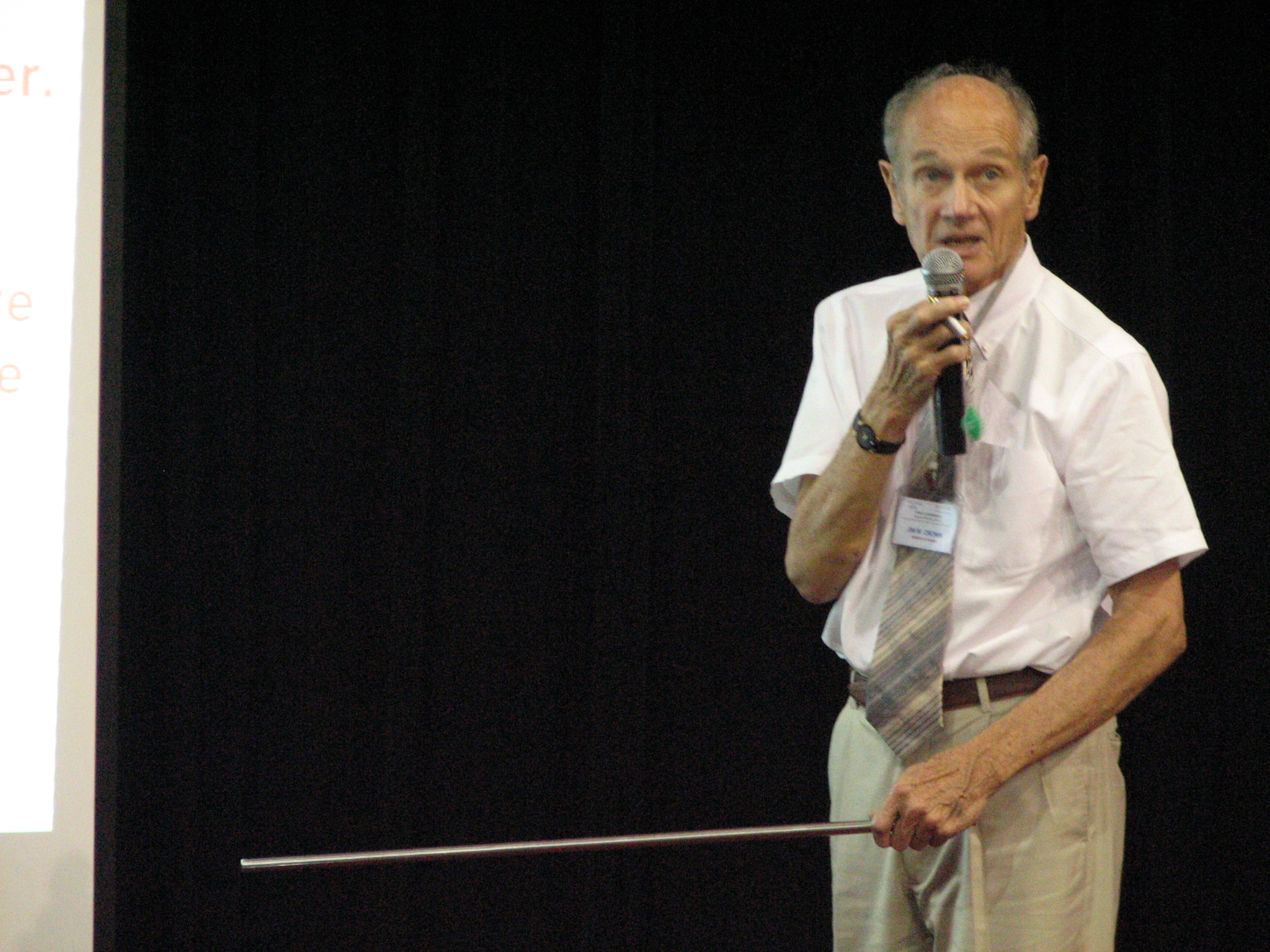
James Cronin (Vietnam, 2006).

James Watson Cronin, född 29 september 1931 i Chicago, Illinois, död 25 augusti 2016 i Saint Paul, Minnesota, var en amerikansk fysiker som erhöll Nobelpriset i fysik 1980. Han delade priset med Val Fitch. De fick priset med motiveringen "för upptäckten av brott mot fundamentala symmetriprinciper i neutrala K-mesoners sönderfall".